# Zurgena
Zurgena és una localitat de la província d'Almeria. L'any 2005 tenia 2.288 habitants. La seva extensió superficial és de 72 km² i té una densitat de 31,8 hab/km². Les seves coordenades geogràfiques són 37° 20′ N, 2° 02′ O. Està situada a una altitud de 2484 metres i a 95 quilòmetres de la capital de la província, Almeria.

## Demografia
| 1996  | 1998  | 1999  | 2000  | 2001  | 2002  | 2003  | 2004  | 2005  | 2006  |
| ----- | ----- | ----- | ----- | ----- | ----- | ----- | ----- | ----- | ----- |
| 2.123 | 2.081 | 2.079 | 2.079 | 2.099 | 2.140 | 2.184 | 2.253 | 2.288 | 2.461 |